# Medveďov
Pour les articles homonymes, voir Weisskirchen.
Medveďov (en allemand : Weißkirchen bei Niedermarkt), est un village de Slovaquie situé dans la région de Trnava.

## Histoire
Première mention écrite du village en 1252.

## Démographie

### Évolution de la population
| Année:               | 1994. | 2004.   | 2014.   | 2024.   |
| -------------------- | ----- | ------- | ------- | ------- |
| Nombre de personnes: | 564   | 573     | 546     | 522     |
| Différence:          |       | +1,59 % | -4,71 % | -4,39 % |

| Année:               | 2023. | 2024.   |
| -------------------- | ----- | ------- |
| Nombre de personnes: | 528   | 522     |
| Différence:          |       | -1,13 % |